# Rhynchophyllis
Rhynchophyllis là một chi bướm đêm thuộc phân họ Tortricinae của họ Tortricidae.

## Các loài
- Rhynchophyllis categorica Meyrick, 1932